# Grooming
 Denne artikel omhandler grooming som et seksuelt overgreb. Opslagsordet har også en anden betydning, se grooming (skønhedspleje).
Grooming anvendt i forbindelse med seksuelle overgreb betegner en persons gentagne henvendelser til et barn med henblik på at skabe et tillidsforhold, der over tid gør det muligt for krænkeren at forgribe sig seksuelt på sit offer eller lokke offeret til at sende sig billeder af seksuel karakter. Henvendelserne sker typisk via internettet. Ordet er blevet brugt i denne betydning på dansk siden 1999, hvor det optrådte i en artikel i Weekendavisen.
Grooming blev gjort selvstændigt strafbart i dansk lovgivning i 2023.

## Etymologi
Selve ordet kommer fra engelsk, hvor grooming betyder "pleje", "oplæring" eller "træning". Ordet anvendes på dansk og engelsk også i sin mere oprindelige betydning af pleje, jf. grooming (skønhedspleje).

## Faser
Grooming kan foregå både online og offline. Krænkeren kan dog typisk have nemmere ved at optræde troværdigt, når henvendelserne sker via nettet, og samtidig kan det virke mindre farligt for barnet eller den unge. Samtidig foregår en stor del af børns og unges sociale liv i dag via nettet, hvilket gør det mere attraktivt for krænkere at komme i kontakt med potentielle ofre via denne kanal.
Ifølge Det Kriminalpræventive Råd og Red Barnet kan typiske grooming-processer opdeles i op til otte faser:
1. Krænkeren skaber kontakt til barnet, ofte ved at lyve om sin identitet
2. Krænkeren forsøger at afdække, hvad barnet eller den unge tumler med
3. Krænkeren ved, at vedkommendes adfærd er ulovlig og afprøver barnets evne til at holde på en hemmelighed
4. Relationen mellem de to udvikler sig gradvis, så barnet efterhånden føler sig forpligtet overfor det nye venskab
5. Herefter udvikler kontakten sig typisk i en mere seksuel retning, hvor krænkeren spørger ind til barnets erfaringer med kærester eller sex
6. Krænkeren vil typisk bede om at tale sammen over webcam eller få tilsendt billeder
7. Nogle krænkeres slutmål er at mødes fysisk med barnet for at gennemføre sex
8. Krænkeren vil ofte påpege overfor barnet, at deres forhold er specielt og ikke vil kunne forstås af andre

## Grooming i den danske lovgivning
I 2022 indgik et bredt flertal i Folketinget en aftale om en række initiativer mod digitale krænkelser. Et af tiltagene var en særskilt kriminalisering af grooming af børn og unge under 18 år. Aftalen byggede på anbefalinger fra en arbejdsgruppe i Justitsministeriets regi, hvor bl.a. Red Barnet, Børns Vilkår, Digitalt Ansvar, Dommerforeningen og Advokatsamfundet deltog. Baggrunden var den digitale udvikling, hvor deling af seksuelt og andet krænkende materiale bliver opfattet som et stigende problem.
Lovforslaget blev vedtaget af et enigt Folketing den 23. maj 2023 og trådte i kraft den 1. juli 2023 i form af en selvstændig bestemmelse i straffeloven. Ifølge denne kan det straffes med op til to års fængsel, hvis en person opbygger en relation til et barn eller ung under 18 år med det formål senere at udsætte barnet for et seksuelt overgreb.